# Bastioni di Catania
I bastioni di Catania sono delle fortificazioni cinquecentesche distribuite lungo quelle che furono le mura di Carlo V, complesso realizzato a Catania sotto l'imperatore Carlo V di Spagna a difesa della città. La cinta muraria era munita di undici bastioni e di otto porte per l'accesso alla città.

## Storia
Nel 1551, rottasi la tregua fra Carlo V d'Asburgo e Solimano, sultano dell'impero ottomano, i turchi tornarono ad infestare i mari siciliani: minacciata Messina, si diressero verso Catania; la flotta turca fu però sospinta al largo da un impetuoso vento di tramontana che la allontanò dalle rocce dell'Armisi (sotto l'attuale stazione ferroviaria di Catania) e dovette desistere dall'attacco. I turchi si diressero quindi verso Agosta che saccheggiarono e misero a fuoco. Lo scampato pericolo mise in grande allarme la popolazione ed il viceré Juan de Vega che programmò la costruzione di robuste mura di difesa, o baluardi, che rinforzassero le mura antiche. I lavori furono commissionati all'architetto ed ingegnere militare Antonio Ferramolino con lo scopo di edificare una cinta muraria in pietra lavica dotata di porte e bastioni.
 Il 30 novembre 1553 fu gettata la prima pietra del bastione grande, detto del Salvatore. In pochi anni Catania venne quindi munita di nuove mura a est, sud e nord, mentre a ovest rimasero le vecchie mura. Vennero eretti otto forti ed aperte otto porte. Il costo dei lavori fu interamente preso in carico dall'erario civico che impose nuove tasse e mutui.
Le mura, i bastioni e le porte in seguito alle devastazioni di fine XVII secolo (colata lavica nel 1669 e terremoto nel 1693), furono quasi interamente distrutte. Ma la loro scomparsa definitiva si deve al piano di rinnovo urbano svoltosi tra la fine del XVII e l'inizio del XVIII secolo, quando il duca di Camastra fece allargare un'apertura vicina alla piazza del Duomo, facendo realizzare la porta che venne intitolata al viceré duca di Uzeda. 

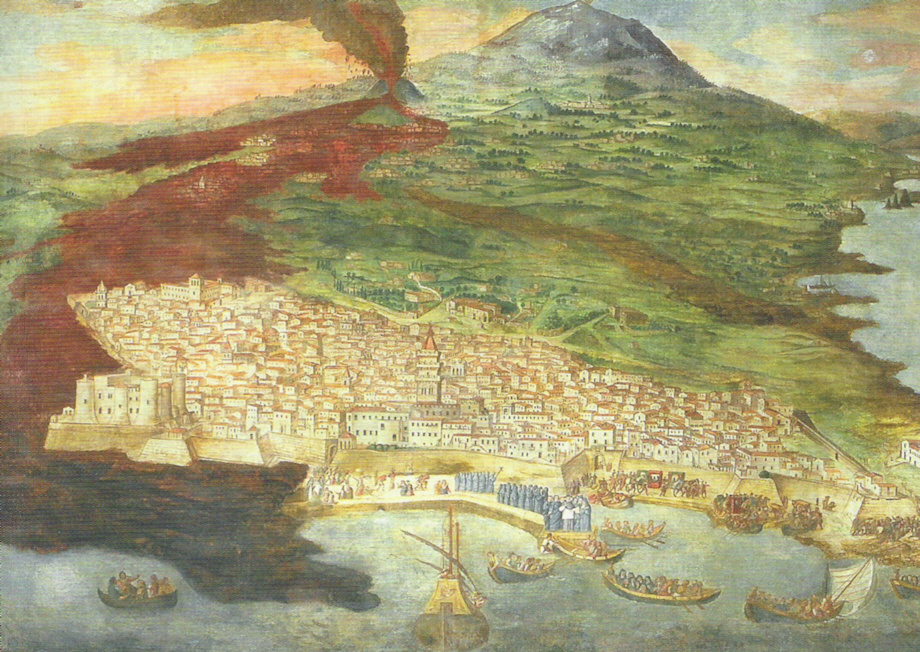
Prospetto della cinta muraria dopo l'eruzione del 1669.

Sopra questo tratto di mura e contro il parere del duca di Camastra, vennero edificati il prestigioso Palazzo Biscari, l'Arcivescovado ed il Palazzo del Seminario dei Chierici che si affaccia sulla piazza del Duomo di fronte alla sede del municipio (il palazzo degli Elefanti). 

Ad oggi comunque del sistema fortilizio rimangono ancora cospicue tracce e sono visibili i baluardi inferiori delle mura, riconoscibili per la tipica struttura scoscesa, così come in alcune zone degli storici quartieri della Civita e dell'Antico Corso.

## I bastioni
Ancora oggi è evidente, lungo il tratto nord della Via del Plebiscito, il percorso della cinta tra il Bastione degli Infetti, sito all'Antico Corso, e il Bastione del Tindaro, sul cui tratto - senza porte - si addossava il complesso monastico di San Nicolò l'Arena con l'omonima chiesa; in queste zone sorgevano anche il Bastione San Giovanni (nei pressi dell'omonimo vico) e il Bastione Sant'Euplio (in piazza Sant'Antonio Abate). Andarono invece completamente inghiottiti dalla lava il Bastione San Giorgio e il Bastione Santa Croce, nei pressi del Castello Ursino; alla Civita, si trovavano il Bastione Don Perrucchio (nei pressi dell'attuale via del Vecchio Bastione) e il Bastione del Salvatore, detto anche Bastione Grande o di Porto Puntone, eretto nel 1552 e sito fra via Cardinale Dusmet e via Porta di Ferro (dall'omonima porta). Il Bastione San Giuliano sorgeva, invece, sul terreno dell'odierno Convitto Mario Cutelli, mentre il Bastione San Michele (sito nei pressi di piazza Turi Ferro, anticamente piazza Spirito Santo) e il Bastione del Santo Carcere, accanto all'omonima chiesa di Sant'Agata, nella parte alta di via dei Cappuccini, chiudevano il cerchio difensivo attorno alla città.

### Lista degli undici bastioni
- Bastione San Giorgio
- Bastione Santa Croce
- Bastione Don Perrucchio
- Bastione Grande (del Salvatore)
- Bastione San Giuliano
- Bastione San Michele
- Bastione del Santo Carcere
- Bastione degli Infetti
- Bastione del Tindaro
- Bastione San Giovanni
- Bastione Sant'Euplio

## Fuori le mura

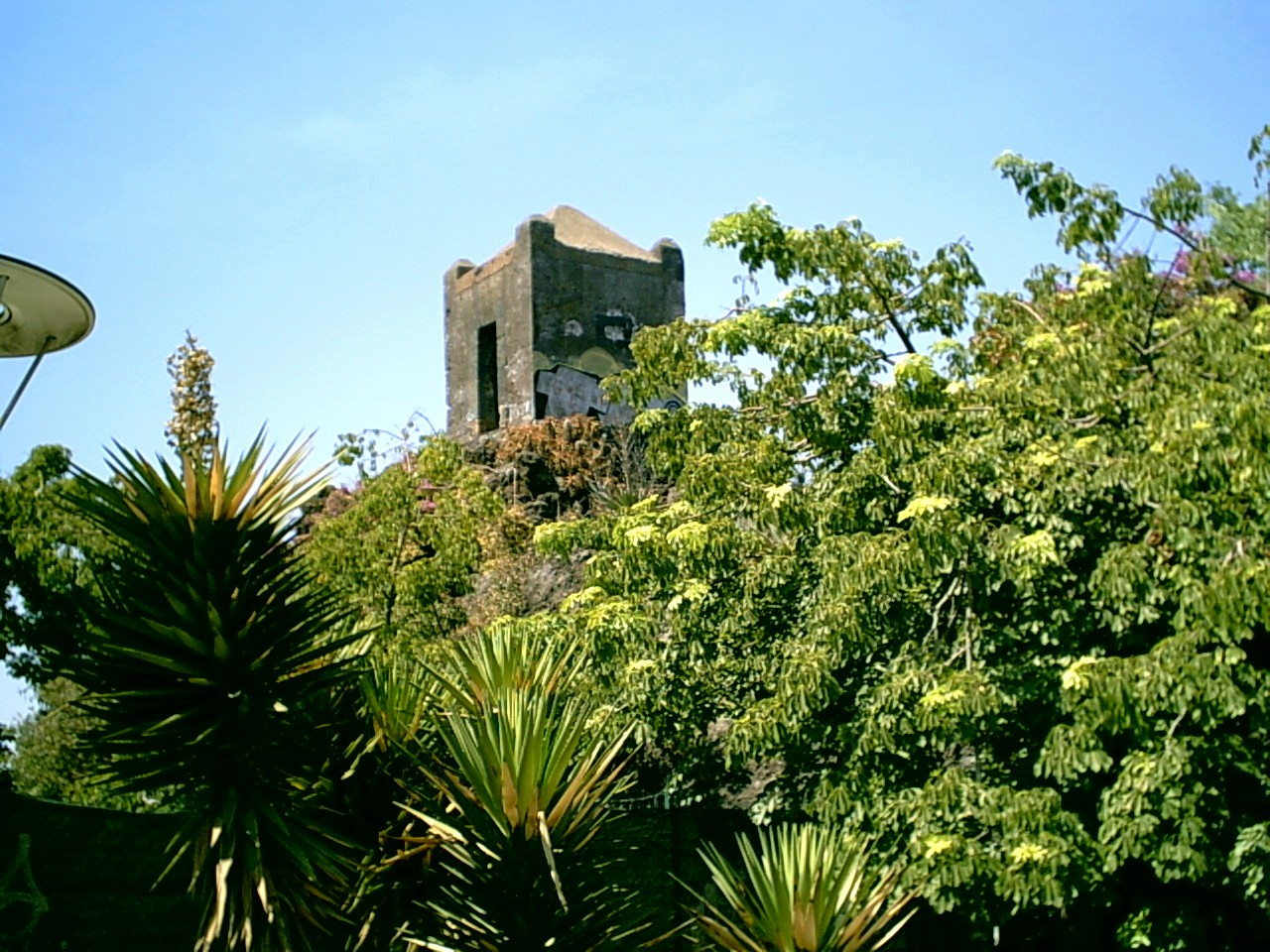
La vedetta di difesa a Piazza Europa

Esistono altri edifici, al di fuori delle mura cinquecentesche, che hanno avuto la funzione di fortificazione e sorveglianza per la città di Catania e possono quindi essere considerati bastioni a tutti gli effetti. Ne sono esempio la garitta di guardia in pietra lavica presente al centro di piazza Europa e la Torre del campanile della Chiesa di Santa Maria di Ognina, eretta nel 1548.